# Forrest Gump (banda sonora)
Forrest Gump es un álbum recopilatorio publicado en 1994 y basado en las canciones que suenan en la película Forrest Gump. Se trata de una selección de temas clásicos, exclusivamente norteamericanos, que abarca diferentes géneros musicales, populares durante la segunda mitad del siglo XX. La banda sonora original creada por Alan Silvestri fue publicada independientemente de esta selección. El productor musical Joel Sill afirmó que con esta recopilación «quisimos tener material muy reconocible que subrayara las distintas épocas, aunque no queríamos que interfiriera con lo que estaba sucediendo cinematográficamente».
La banda sonora llegó a estar en el segundo lugar de la clasificación de la revista Billboard, se vendieron doce millones de copias y es uno de los álbumes musicales más vendidos en los Estados Unidos.

## Lista de canciones

### Disco 1
| N.º | Título                                                                         | Duración |  |
| 1.  | «Hound Dog» (interpretada por Elvis Presley)                                   | 2:16     |  |
| 2.  | «Rebel Rouser» (interpretada por Duane Eddy)                                   | 2:21     |  |
| 3.  | «(I Don't Know Why) But I Do» (interpretada por Clarence "Frogman" Henry)      | 2:18     |  |
| 4.  | «Walk Right In» (interpretada por The Rooftop Singers)                         | 2:33     |  |
| 5.  | «Land of 1000 Dances» (interpretada por Wilson Pickett)                        | 2:25     |  |
| 6.  | «Blowin' in the Wind» (interpretada por Joan Báez)                             | 2:49     |  |
| 7.  | «Fortunate Son» (interpretada por Creedence Clearwater Revival)                | 2:18     |  |
| 8.  | «I Can't Help Myself (Sugar Pie Honey Bunch)» (interpretada por The Four Tops) | 2:43     |  |
| 9.  | «Respect» (interpretada por Aretha Franklin)                                   | 2:27     |  |
| 10. | «Rainy Day Women #12 & 35"» (interpretada por Bob Dylan)                       | 4:35     |  |
| 11. | «Sloop John B» (interpretada por The Beach Boys)                               | 2:56     |  |
| 12. | «California Dreamin'» (interpretada por The Mamas & the Papas)                 | 2:39     |  |
| 13. | «For What It's Worth» (interpretada por Buffalo Springfield)                   | 2:38     |  |
| 14. | «What the World Needs Now Is Love» (interpretada por Jackie DeShannon)         | 3:13     |  |
| 15. | «Break on Through (To the Other Side)» (interpretada por The Doors)            | 2:38     |  |
| 16. | «Mrs. Robinson» (interpretada por Simon & Garfunkel)                           | 3:51     |  |

### Disco 2
| N.º | Título                                                                                   | Duración |  |
| 1.  | «Volunteers» (interpretada por Jefferson Airplane)                                       | 2:04     |  |
| 2.  | «Let's Get Together» (interpretada por The Youngbloods)                                  | 4:36     |  |
| 3.  | «San Francisco (Be Sure to Wear Flowers in Your Hair)» (interpretada por Scott McKenzie) | 2:58     |  |
| 4.  | «Turn! Turn! Turn! (To Everything There Is a Season)» (interpretada por The Byrds)       | 3:54     |  |
| 5.  | «Medley: Aquarius/Let the Sunshine In» (interpretada por The 5th Dimension)              | 4:48     |  |
| 6.  | «Everybody's Talkin'» (interpretada por Harry Nilsson)                                   | 2:44     |  |
| 7.  | «Joy to the World» (interpretada por Three Dog Night)                                    | 3:16     |  |
| 8.  | «Stoned Love» (interpretada por The Supremes)                                            | 2:59     |  |
| 9.  | «Raindrops Keep Fallin' on My Head» (interpretada por B. J. Thomas)                      | 3:00     |  |
| 10. | «Mr. President (Have Pity on the Working Man)» (interpretada por Randy Newman)           | 2:46     |  |
| 11. | «Sweet Home Alabama» (interpretada por Lynyrd Skynyrd)                                   | 4:43     |  |
| 12. | «It Keeps You Runnin'» (interpretada por The Doobie Brothers)                            | 4:13     |  |
| 13. | «I've Got to Use My Imagination» (interpretada por Gladys Knight & the Pips)             | 3:30     |  |
| 14. | «On the Road Again» (interpretada por Willie Nelson)                                     | 2:29     |  |
| 15. | «Against the Wind» (interpretada por Bob Seger & the Silver Bullet Band)                 | 5:33     |  |
| 16. | «Forrest Gump Suite» (compuesta y dirigida por Alan Silvestri)                           | 8:49     |  |

## Temas adicionales
Lista de temas que aparecen en la película pero que no fueron incluidos en la banda sonora.
1. "Lovesick Blues" – Hank Williams
2. "Sugar Shack" – Jimmy Gilmer and The Fireballs
3. "Hanky Panky" – Tommy James and the Shondells
4. "All Along the Watchtower" – The Jimi Hendrix Experience
5. "Soul Kitchen" – The Doors
6. "Hello, I Love You" – The Doors
7. "People Are Strange" – The Doors
8. "Love Her Madly" – The Doors
9. "Hey Joe" – The Jimi Hendrix Experience
10. "Where Have All the Flowers Gone?" – Pete Seeger
11. "Let's Work Together" – Canned Heat
12. "Tie a Yellow Ribbon Round the Ole Oak Tree" – Tony Orlando & Dawn
13. "Get Down Tonight" – KC & The Sunshine Band
14. "Free Bird" – Lynyrd Skynyrd
15. "Running on Empty" – Jackson Browne
16. "Go Your Own Way" interpretada por Fleetwood Mac

La canción de Diana Ross & The Supremes, "Someday We'll Be Together" se menciona en la película, pero en realidad no aparece en ella, por lo tanto no está en la banda sonora.